# Bernoullische Differentialgleichung
Die Bernoullische Differentialgleichung (nach Jakob I Bernoulli) ist eine nichtlineare gewöhnliche Differentialgleichung erster Ordnung der Form
{\displaystyle y'(x)=f(x)y(x)+g(x)y^{\alpha }(x),\ \alpha \notin \lbrace 0,1\rbrace .}
Durch die Transformation 
{\displaystyle \ z(x):=(y(x))^{1-\alpha }}
kann man sie auf die lineare Differentialgleichung
{\displaystyle z'(x)=(1-\alpha ){\bigl (}f(x)z(x)+g(x){\bigr )}}
zurückführen.
Die Gleichung ist nicht zu verwechseln mit der Bernoulli-Gleichung der Strömungsmechanik.

## Satz über die Transformation der Bernoullischen Differentialgleichung
Sei {\displaystyle x_{0}\in (a,b)} und
{\displaystyle \left\{{\begin{array}{ll}z:(a,b)\rightarrow (0,\infty )\ ,&{\textrm {falls}}\ \alpha \in \mathbb {R} \setminus \{1,2\},\\z:(a,b)\rightarrow \mathbb {R} \setminus \{0\}\ ,&{\textrm {falls}}\ \alpha =2,\\\end{array}}\right.}
eine Lösung der linearen Differentialgleichung
{\displaystyle z'(x)=(1-\alpha )f(x)z(x)+(1-\alpha )g(x).}
Dann ist 
{\displaystyle y(x):=[z(x)]^{\frac {1}{1-\alpha }}}
die Lösung der Bernoullischen Differentialgleichung
{\displaystyle y'(x)=f(x)y(x)+g(x)y^{\alpha }(x)\ ,\ y(x_{0})=y_{0}:=[z(x_{0})]^{\frac {1}{1-\alpha }}.}
Weiter besitzt die Bernoullische Differentialgleichung für jedes {\displaystyle \alpha >0} trivialerweise {\displaystyle y\equiv 0} als Lösung für {\displaystyle y_{0}=0}.

### Beweis
Es gilt
{\displaystyle {\begin{array}{lll}y'(x)&=&{\frac {1}{1-\alpha }}z(x)^{{\frac {1}{1-\alpha }}-1}z'(x)\\&=&{\frac {1}{1-\alpha }}z(x)^{{\frac {1}{1-\alpha }}-1}{\bigl (}(1-\alpha )f(x)z(x)+(1-\alpha )g(x){\bigr )}\\&=&f(x)z(x)^{\frac {1}{1-\alpha }}+g(x)z(x)^{\frac {\alpha }{1-\alpha }}\\&=&f(x)y(x)+g(x)y^{\alpha }(x)\ ,\end{array}}}
während der Anfangswert trivialerweise erfüllt ist.

## Beispiel: Logistische Differentialgleichung
Die logistische Differentialgleichung
{\displaystyle y'(x)=ay(x)-by^{2}(x),\ y(0)=y_{0}>0,\ a,b>0}
ist eine Bernoullische Differentialgleichung mit {\displaystyle \alpha =2}. Löst man daher
{\displaystyle z'(x)=-az(x)+b\ ,\ z(0)={\frac {1}{y_{0}}},}
ergibt sich
{\displaystyle z(x)={\frac {b}{a}}+\left({\frac {1}{y_{0}}}-{\frac {b}{a}}\right)e^{-ax}.}
Da {\displaystyle z(x)>0} für alle {\displaystyle x>x^{-}} mit
{\displaystyle x^{-}:=\left\{{\begin{array}{ll}-\infty \ ,&{\textrm {falls}}\ a\geq by_{0},\\{\frac {1}{a}}\ln(1-{\frac {a}{by_{0}}})\ ,&{\textrm {falls}}\ a<by_{0},\\\end{array}}\right.}
ist
{\displaystyle y(x):={\frac {1}{z(x)}}={\frac {1}{{\frac {b}{a}}+\left({\frac {1}{y_{0}}}-{\frac {b}{a}}\right)e^{-ax}}}}
die Lösung obiger Gleichung auf {\displaystyle (x^{-},\infty )}.